# Дауди, Нэнси
Нэнси Дауди (англ. Nancy M. O’Fallon Dowdy; род. 25 октября 1938, Джэксон) — американский физик-ядерщик, сыгравшая важную роль в переговорах по ядерному разоружению между США и Советским Союзом после холодной войны. Получила докторскую степень по физике в 1966 году. После карьеры физика-ядерщика Дауди работала представителем США в комиссии по контролю над вооружениями. В 1992 году она была номинирована Джорджем Бушем-старшим служить специальным представителем по переговорам по контролю над вооружениями и разоружению. Дауди была принята членом Американского физического общества в знак признания её роли в проверке договоров по контролю над вооружениями, а также в признание её научных достижений как женщины-физика.

## Образование
Дауди получила степень бакалавра электротехники в Сент-Луисском Университете в 1960 году и степень магистра в области ядерной инженерии в Иллинойсском университете в Урбане-Шампейне в 1961 году, где она осталась, чтобы получить докторскую степень по физике в 1966 году.

## Карьера
По окончании аспирантуры в 1967 году Дауди была назначена на преподавательскую должность в Университете Миссури в Сент-Луисе. С 1974 по 1976 год она была ассистентом-физиком в Аргоннской национальной лаборатории. В 1976 году её повысили до должности физика. В 1983 году она была назначена помощником вице-президента по научной работе в Чикагском университете. В 1989 году она перешла на политическую должность представителя в СНВ-I от Агентства по контролю над вооружениями и разоружению сроком на три года. Она также была главным научным советником Агентства. Начиная с 1991 года она также была представителем Объединённой комиссии по соблюдению и инспекциям (Joint Compliance and Inspection Commission) в Женеве. С 1992 по 1993 год — специальным представителем по переговорам по контролю над вооружениями и разоружению. На эту должность её назначил президент Джордж Буш-старший. В 1993 году Дауди поступила на работу в Battelle-Pacific Northwest Laboratory в качестве старшего менеджера программы.
В 1987—1989 годах она была стипендиатом William C. Foster от Агентства США по контролю над вооружениями и разоружению. В 1992 году она получила Высшую почетную награду Агентства. В следующем году была удостоена награды «За заслуги» Агентства.
Дауди вышла на пенсию в 1995 году и вместе со своим мужем руководит консультационной службой по национальной безопасности под названием Dowdy Associates. В 1996 году Дауди была принята в качестве слена Американского физического общества.

## Публикации
За свою карьеру Дауди участвовала в написании нескольких журнальных статей. В статье Instrumentation and Monitoring, написанной Бернардом Р. Купером и Уильямом А. Эллингсоном, она курировала раздел по разработке приборов для синтетического топлива.